# Documents relatifs à l’histoire des croisades
Documents relatifs à l’histoire des croisades ist eine französische Buchreihe mit Dokumenten zur Geschichte der Kreuzzüge, die von der Académie des Inscriptions et Belles-Lettres in Paris herausgegeben wird und seit 1946 überwiegend bei Geuthner erscheint. Zahlreiche Fachgelehrte haben an ihr mitgewirkt.

## Bände
- 1 Onze poèmes de Rutebeuf concernant la croisade / Rutebeuf. 1946
- 2 Histoire de l’Empereur Henri de Constantinople / Henri de Valenciennes. 1948
- 3 La croisade de Louis VII Roi de France / Eudes de Deuil. 1949
- 4-7 Voyages. Muḥammad Ibn-Aḥmad Ibn-Ǧubair. 1949, 1951, 1953–1956, 1965 (vier Teile)
- 8 Histoire des Tartares / Simon de Saint-Quentin. 1965
- 9 Le « Liber » de Raymond d’Aguilers / Raimond d’Aguilers. 1969
- 10 Conquête de la Syrie et de la Palestine par Saladin : (al-Fatḥ al-qussî fî l-fatḥ al-qudsî) / Muḥammad Ibn-Muḥammad al-Kātib al-Iṣfahānī. 1972
- 11 La chanson d’Antioche / 1, Édition du texte d’après la version ancienne; 2, Étude critique / Richard Le Pélerin. 1976 und 1978
- 12 Historia de hierosolymitano itinere / Pierre Tudebode. 1977
- 13 La chronique. Smbat / Gérard Dédéyan. 1980
- 14 La continuation / Guilelmus Tyrius. 1982
- 15 Le Cartulaire du chapitre du Saint-Sépulcre de Jérusalem / Geneviève Bresc-Bautier. 1984
- 16 Chronique des Ayyoubides (602–658) / Al-Makīn Ibn al-ʿAmīd. 1994
- 17 Le Livre au Roi: introduction, notes et édition critique / Myriam Greilsammer. 1995
- 18 Lignages d’outremer / Marie-Adélaïde Nielen. 2003
- 19 Certificats de Pèlerinage d’époque Ayyoubide : contribution à l’histoire de l’idéologie de l’islam au temps des croisades / Dominique Sourdel. 2006
- 20 Projets de croisade : (v. 1290 – v. 1330) / Jacques Paviot. 2008
- 21 Mariage et séparation à Damas au Moyen Âge : un corpus de 62 documents juridiques inédits entre 337/948 et 698/1299 / Jean-Michel Mouton. 2013
- 22 Gouvernance et libéralités de Saladin d’après les données inédites de six documents arabes / Jean-Michel Mouton. 2015